# Herillosz
Herillosz (Kr. e. 3. század) ókori  görög filozófus.
A sztoicizmus követője, mestere Kitioni Zénón volt. Filozófiai rendszerében kétféle jót különböztetett meg, az egyiket a bölcsességre törekvők, a másikat az egyszerű tömegek számára. Amazokra nézve a legfőbb jó a tudás és a megismerés, emezeknek külön jót (hüpotelisz) tartott a legfőbbnek. Mindazt, ami az erény és a bűn közt középütt van, adiakhoronnak nevezte. Diogenész Laertiosz említi, munkái elvesztek.